# Colombe (pièce de théâtre)
 (juillet 2020).
Si vous disposez d'ouvrages ou d'articles de référence ou si vous connaissez des sites web de qualité traitant du thème abordé ici, merci de compléter l'article en donnant les références utiles à sa vérifiabilité et en les liant à la section « Notes et références ».
Pour les articles homonymes, voir Colombe (homonymie).
Colombe est une pièce de théâtre en 4 actes de Jean Anouilh créée au théâtre de l'Atelier le 10 février 1951. Elle est publiée la même année aux éditions de la Table ronde dans le recueil Pièces brillantes.

## Argument
Une grande actrice égoïste et dépourvue de fibre maternelle doit affronter le retour de son fils Julien, intransigeant, jaloux de son frère Armand que sa mère a toujours choyé. Il a refusé d'être « pistonné » pour échapper aux trois ans de service militaire qui l'attendent, alors qu'il laisse sa jeune femme Colombe, ingénue et soumise. La mère décide de faire embaucher Colombe au théâtre. La femme pure bascule totalement, heureuse de devenir elle-même, et elle quittera Julien.

## Distribution

### Théâtre de l'Atelier, 1951
- Danièle Delorme : Colombe
- Yves Robert : Julien
- Gabrielle Fontan : Madame Georges
- Marie Ventura : Madame Alexandra
- Jacques Rispal : le pédicure
- Jacques Dufilho : La Surette
- José Quaglio : Armand
- Marcel Pérès : Desfournettes
- Maurice Jacquemont : Émile Robinet dit « Poète-Chéri »
- Henry Djanik : le coiffeur
- Paul Œttly : Du Bartas
- Georges Norel : 1er Machiniste
- Charles Nugue : 2e Machiniste
- Mise en scène, décors et costumes : André Barsacq

### Théâtre de l'Atelier, 1954
- Danièle Delorme : Colombe
- Yves Robert : Julien
- Madeleine Geoffroy : Madame Georges
- Marie Ventura : Madame Alexandra
- Roger Marino : le pédicure
- Jacques Dufilho : La Surette
- José Quaglio : Armand
- Jean Brunel : Desfournettes
- Maurice Nasil : Émile Robinet dit « Poète-Chéri »
- Jacques Ciron : le coiffeur
- Paul Œttly : Du Bartas
- Mise en scène, décors et costumes : André Barsacq

### Comédie des Champs-Élysées, 1974
- Danièle Lebrun : Colombe
- Daniel Colas : Julien
- Annette Poivre : Madame Georges
- Luce Garcia-Ville : Madame Alexandra
- Roger Lauran : le pédicure
- Angelo Bardi : La Surette
- Michel Boy : Armand
- Roland Piétri : Desfournettes
- Robert Murzeau : Émile Robinet dit « Poète-Chéri »
- Jean-Pierre Dravel : le coiffeur
- Pierre Bertin : Du Bartas
- Mise en scène : Jean Anouilh et Roland Piétri
- Décors et costumes : Jean-Denis Malclès

### Comédie des Champs-Élysées, 1996-1997
- Laure Marsac puis Valérie Karsenti : Colombe
- Yannick Soulier : Julien
- Josiane Lévêque : Madame Georges
- Geneviève Page puis Geneviève Casile : Madame Alexandra
- Jacques Dufilho : La Surette
- José Paul : Armand
- Jean Rougerie : Desfournettes
- Gabriel Cattand : Émile Robinet dit « Poète-Chéri »
- Patrice Bachelot : le coiffeur
- Jean-Paul Roussillon
- Isabelle Moulin
- Mise en scène : Michel Fagadau
- Décors et costumes : Ghislain Ury
- Lumières : Laurent Béal

### Comédie des Champs-Élysées, 2010
- Sara Giraudeau : Colombe
- Grégori Baquet : Julien
- Fabienne Chaudat : Madame Georges
- Anny Duperey : Madame Alexandra
- Roger Lauran : le pédicure
- Rufus : La Surette
- Benjamin Bellecour : Armand
- Étienne Draber : Desfournettes
- Jean-Paul Bordes : Émile Robinet dit « Poète-Chéri »
- Jean-François Pargoud : le coiffeur
- Jean-Pierre Moulin : Du Bartas
- Mise en scène : Michel Fagadau
- Décors : Mathieu Dupuy
- Costumes : Pascale Bordet

Lors de la cérémonie des Molières 2010, Anny Duperey a été nommée pour le Molière de la comédienne, Fabienne Chaudat pour le Molière de la comédienne dans un second rôle et Pascale Bordet pour le Molière du créateur de costumes .
La représentation du samedi 15 mai 2010 été retransmise en direct sur France 2.